# Tipula anicilla
Tipula anicilla är en tvåvingeart som beskrevs av Mannheims 1967. Tipula anicilla ingår i släktet Tipula och familjen storharkrankar. Inga underarter finns listade i Catalogue of Life.